# Kościół Matki Bożej Nieustającej Pomocy w Suchaniu
Kościół Matki Bożej Nieustającej Pomocy w Suchaniu – rzymskokatolicki kościół parafialny w Suchaniu, w powiecie stargardzkim, w województwie zachodniopomorskim. Należy do dekanatu Suchań archidiecezji szczecińsko-kamieńskiej. 

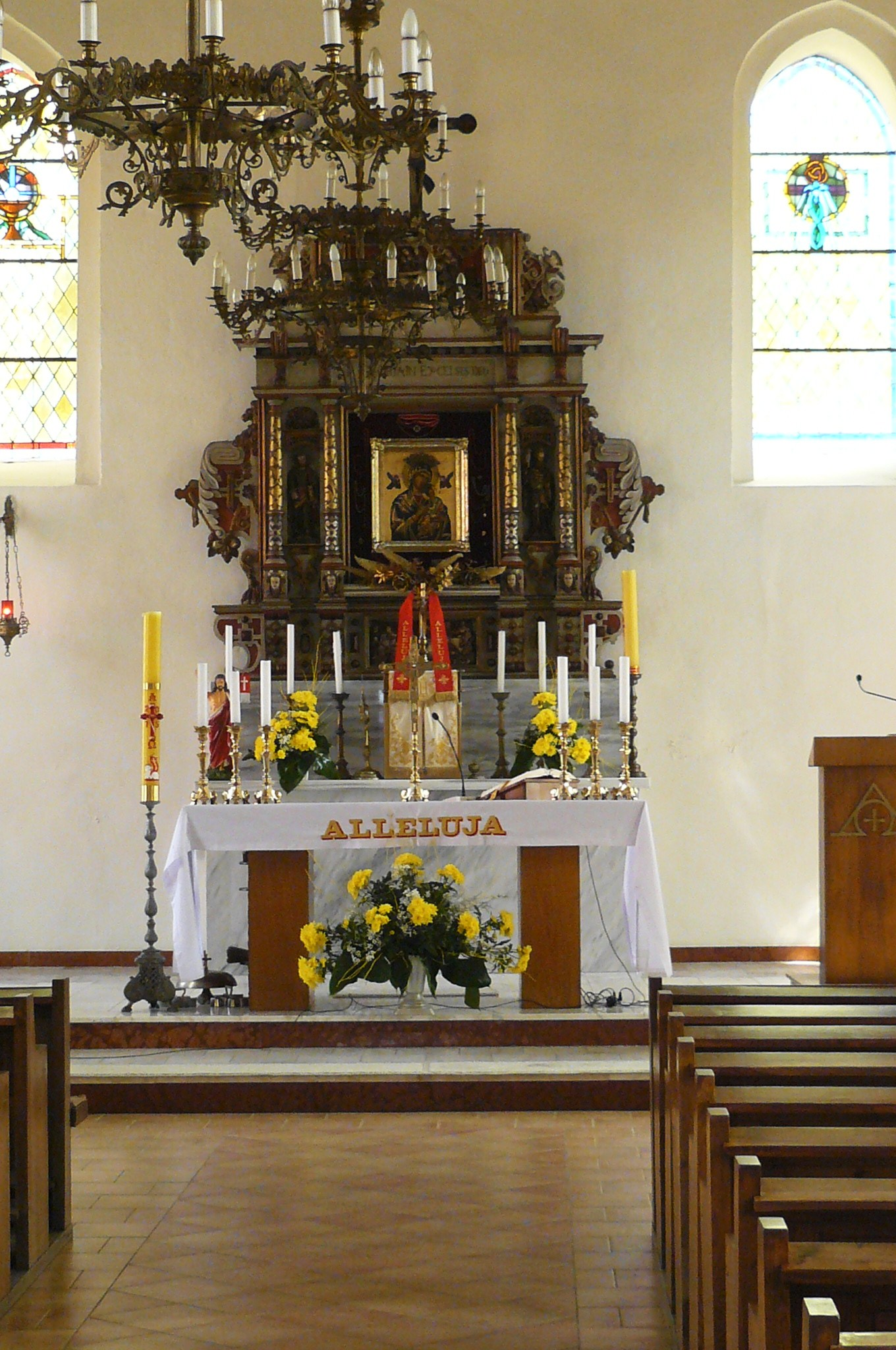
Wnętrze świątyni - ołtarz z 1696 r.

Świątynia datowana jest na koniec XV stulecia (1491-1492). Jest to typowa budowla późnogotycka wybudowana z kamienia narzutowego i cegły na rzucie prostokąta z niewielką nawą. Ciekawym elementem kościoła jest masywna wieża przy fasadzie zachodniej, w górnej kondygnacji szalowana, zakończona barokowym, baniastym hełmem z nadstawą i chorągiewką z datą 1696 i nazwiskiem ówczesnego burmistrza. W wieży portal, przy południowej ścianie dobudowana w XIX wieku kruchta ozdobiona medalionem z głową Chrystusa.
Wewnątrz świątyni znajdują się: renesansowy ołtarz z 1618 roku (w nadbudowie mieszczą się malowidła: „Ostatnia Wieczerza”, „Złożenie do grobu” oraz wizerunki św. Piotra i Pawła), ambona, chrzcielnica z 1593 roku oraz balustrada chóru z 1700 roku. 
Bezpośrednio przy kościele rosną dwa pomnikowe dęby szypułkowe.